# Kelupak Mata
Kelupak Mata is een bestuurslaag in het regentschap Aceh Tengah van de provincie Atjeh, Indonesië. Kelupak Mata telt 642 inwoners (volkstelling 2010).